# 한도우
도우(본명: 한도우, 1996년 9월 23일 ~ )은 대한민국의 배우다.

## 연기 활동

### 텔레비전 드라마
| 연도 | 방송사 | 제목            | 역할   |
| ---- | ------ | --------------- | ------ |
| 2014 | tvN    | 일리있는 사랑   | 최덕배 |
| 2015 | MBC    | 여자를 울려     | 강윤서 |
| 2016 | KBS2   | 무림학교        | 동구   |
| 2016 | SBS    | 우리 갑순이     | 최하수 |
| 2021 | KBS2   | 디어엠          | 최태진 |
| 2023 | TVING  | 비의도적 연애담 | 김동희 |